# Singalangia sternalis
Singalangia sternalis là một loài nhện trong họ Tetrablemmidae. Chúng thuộc chi đơn loài Singalangia, được Lehtinen miêu tả năm 1981.